# Alfredo Parra Carreño
Jorge Alfredo Parra Carreño (Ayacucho, 24 de agosto de 1905-Lima, ?) fue un educador, periodista y político peruano. Fue ministro de Educación en el segundo gobierno de Manuel Prado, de 1960 a 1961, así como diputado por el departamento de Ayacucho, de 1956 a 1962. Fue director de diversos colegios nacionales, tanto en Ayacucho como en Lima. Fue también un intelectual, autor de ensayos sobre temas jurídicos e históricos. En su memoria, un colegio en el distrito de Vinchos lleva su nombre.

## Biografía
Nació el 24 de agosto de 1905, en la ciudad de Huamanga o Ayacucho, siendo sus padres Vicente Parra y Emilia Carreño.
Cursó sus estudios escolares en el Seminario "San Cristóbal" y en el Colegio Nacional "San Ramón" de su ciudad natal. Pasó luego a cursar estudios superiores en las Facultades de Letras y de Jurisprudencia de la Universidad Nacional Mayor de San Marcos de Lima. Se graduó de Bachiller en Jurisprudencia en 1933, con la tesis La condición jurídica del indio.
Empezó su carrera docente en 1926 como profesor en los colegios Sabogal y Chalaco del Callao. Posteriormente, de 1940 a 1948, ejerció como profesor de Castellano y Literatura en el Colegio Nacional "San Ramón" de Ayacucho (que había cambiado su nombre por el de "Mariscal Cáceres"), del que también fue director. En 1948 fue promovido a Lima como director del naciente Colegio Nacional "Mariano Melgar", en donde hizo una destacada gestión. Luego pasó a ser director de la Gran Unidad Escolar "Alfonso Ugarte".
Fue cofundador de la revista cultural Huamanga en 1934 y del semanario Acción en 1936. En la revista Huamanga publicó varios artículos, mostrando interés por la difusión de la educación y la cultura.
En el plano político, presentó su candidatura a una diputación por Huamanga en las elecciones de 1936, que ganó, pero dichas elecciones fueron anuladas por el gobierno de Óscar R. Benavides.
Luego se presentó como candidato a diputado por la misma provincia en las elecciones de 1939, que perdió. Finalmente, ganó una diputación por Ayacucho en las elecciones de 1956. En el Congreso presidió la Comisión de Educación y la de Presupuesto Nacional.
Entre 1960 y 1961 fue ministro de Educación del segundo gobierno de Manuel Prado Ugarteche. Durante su gestión, realizó muchas mejoras en la infraestructura educativa del país. Entre sus logros se destaca la inauguración de nuevas instalaciones escolares, como la del Colegio Nacional de Varones "Hipólito Unanue".
Fue también fundador del Centro Cultural Ayacucho y vicepresidente del mismo; presidente del Patronato de Arqueología Departamental y vicepresidente de la Sociedad Geográfica del Departamento de Ayacucho; presidente del Comité de Asistencia Social Hospitalaria de la Sociedad de Beneficencia Pública de Ayacucho e iniciador de la construcción de la Sala de Maternidad en el hospital de dicha ciudad.
Se casó con Rosa Clara Morote Espinosa el 9 de enero de 1932.

## Publicaciones
- La condición jurídica del indio (1933)[3][7]
- Huamanga en la campaña de la Restauración de 1865 (1942)[3]